# Conformon
Desde un punto de vista biológico, los movimientos moleculares dirigidos a objetivos dentro de las células vivas se llevan a cabo mediante biopolímeros que actúan como máquinas moleculares (por ejemplo, miosina, polimerasas de ARN y ADN, bombas de iones, etc.). Estas máquinas moleculares son impulsadas por conformones, que son agrupaciones mecánicas de secuencias específicas de biopolímeros, generadas por la energía liberada de unión de ligandos o en reacciones químicas como las desestabilizaciones dúplex inducidas por estrés de biopolímeros superenrollados. Por lo tanto, los conformones son grupos conformacionales móviles o transitorios de biopolímeros implicados en la catálisis enzimática, el transporte de carga y el acoplamiento de energía, como el transporte activo y la contracción muscular.
Por otro lado, desde el punto de vista de la física, el conformon es una localización de energía elástica y electrónica que puede propagarse en el espacio con o sin disipación. El mecanismo que implica la propagación sin disipación es una forma de superconductividad molecular. En mecánica cuántica, tanto la energía elástica/vibratoria como la electrónica pueden cuantificarse, por lo tanto, el conformon transporta una porción fija de energía, lo cual, llevó a la definición de cuanto de conformación.